# Combai
Combai är en hundras från Indien. Den är en pariahundsliknande jakt- och vakthund och kommer ursprungligen från distriktet Ramanathapuram i delstaten Tamil Nadu. Färgen är rödbrun (fawn) med svart mask. Combai är mycket ovanlig och är föremål för räddningsarbete. Rasen är nationellt erkänd av den indiska kennelklubben The Kennel Club of India (KCI).